# Rèpliques de l'Estàtua de la Llibertat

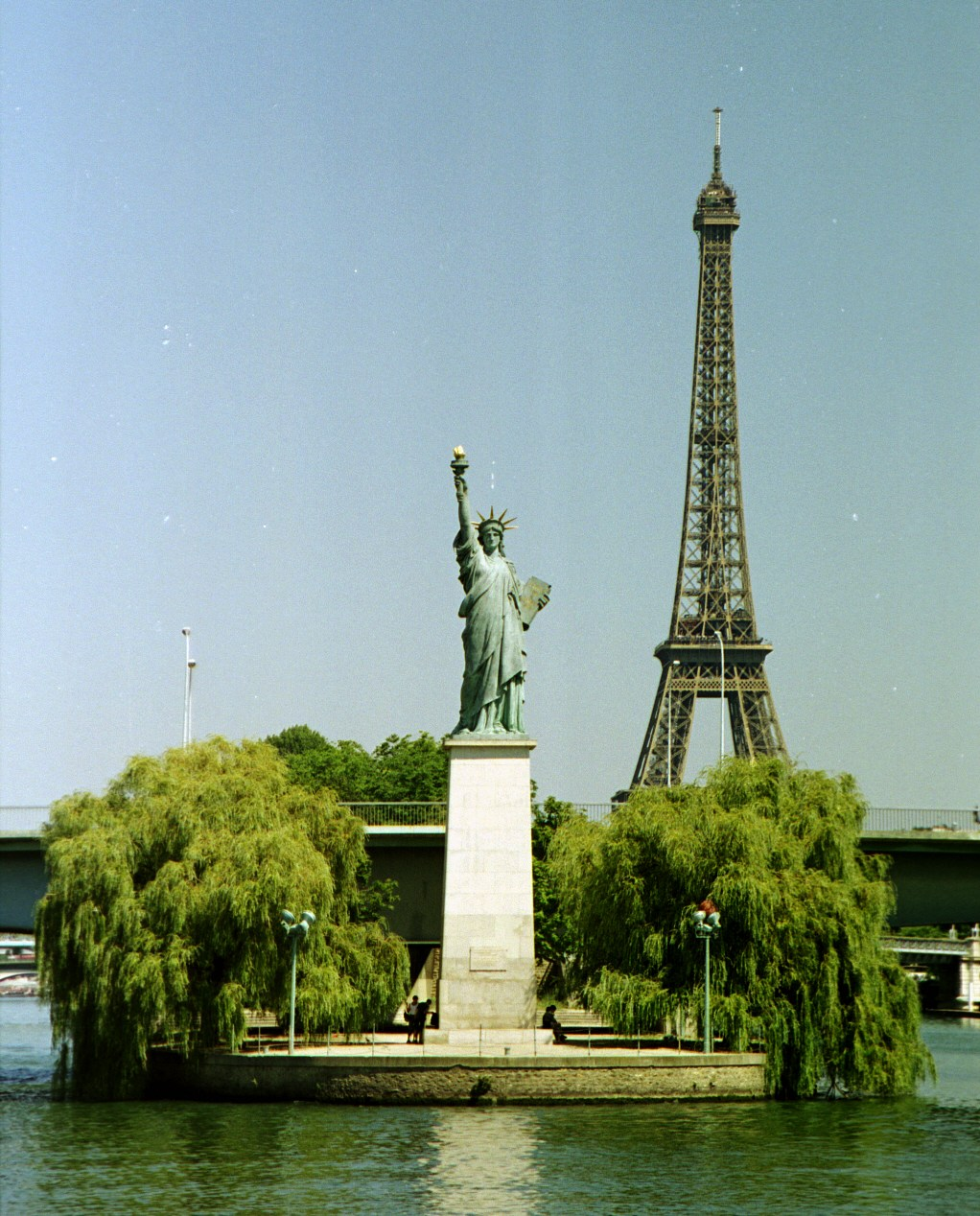
Rèplica de l'Estàtua de la Llibertat a París.

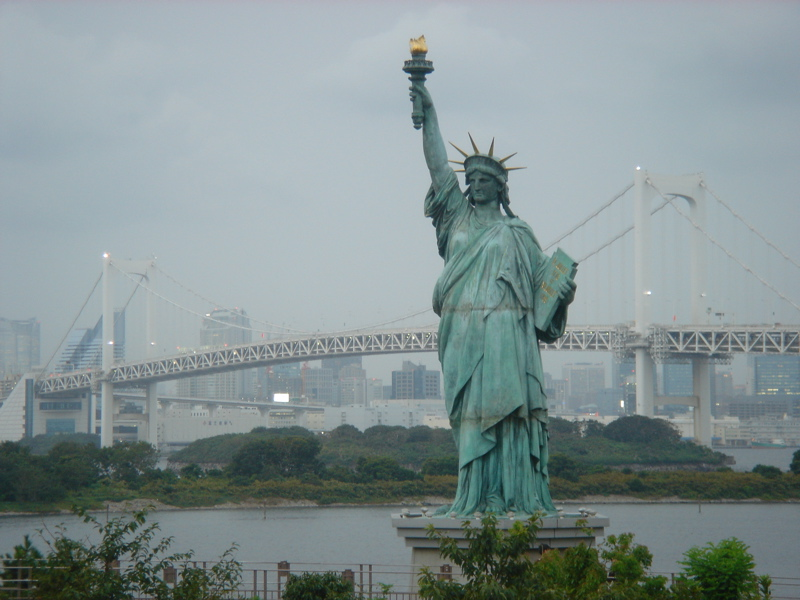
Rèplica de l'Estàtua de la Llibertat a la badia de Tòquio.

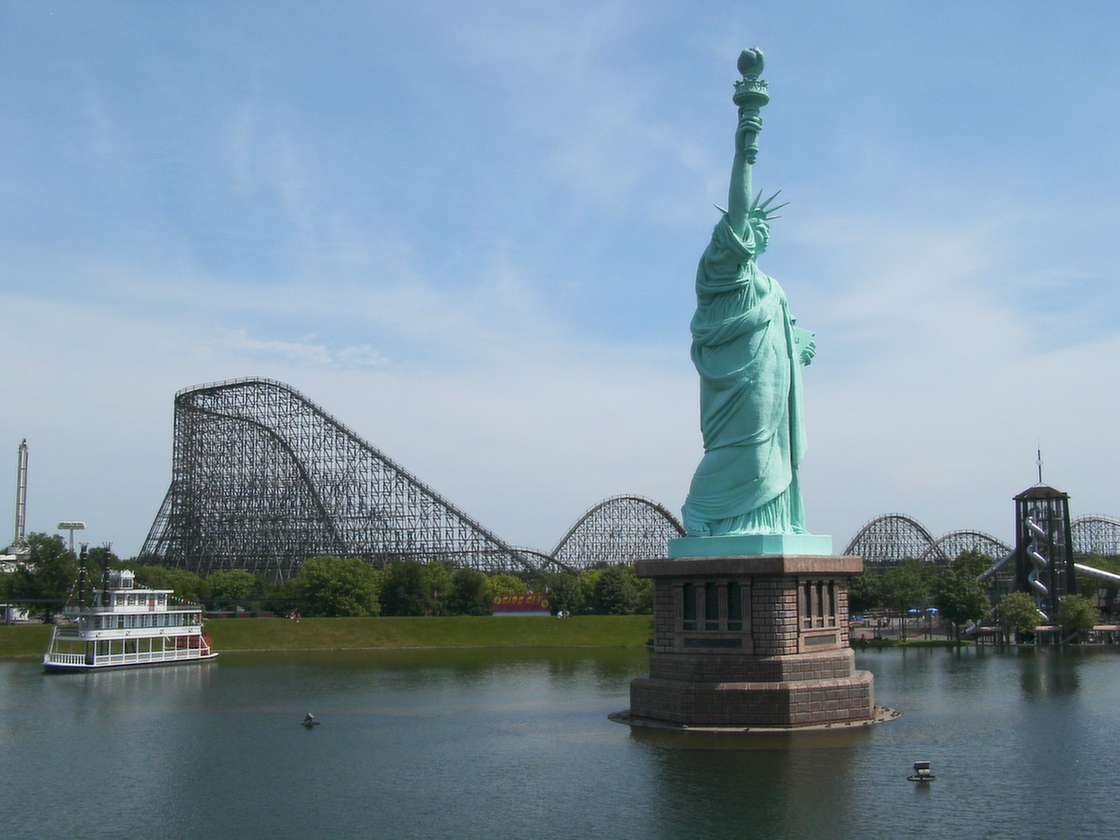
Rèplica situada a un parc d'atraccions a Alemanya.

L'Estàtua de la Llibertat és un dels monuments més cèlebres de la ciutat de Nova York, i també dels Estats Units. El seu caràcter universal d'al·legoria de la llibertat li confereix una notorietat a escala mundial. Per aquesta raó, han estat fetes des de la seva inauguració el 1886 nombroses rèpliques del monument, de talla més o menys important. Heus aquí una llista no exhaustiva, atès que totes les reproduccions no són conegudes, de les diverses reproduccions de Lady Liberty.

## Catalunya
- A Cadaqués, la ciutat més oriental de Catalunya, s'hi troba d'ençà l'any 1995 una Estàtua de la llibertat «vista i corregida a la manera Dalí»: branda una torxa al final de cadascun dels braços tibats.
- A Barcelona, capital de Catalunya, se'n troba una rèplica dalt de la imponent escala d'entrada de la Biblioteca Pública Arús.

## França
- A París:
  - L'estàtua de la Llibertat és un dels monuments més cèlebres del món. Però abans de començar aquesta titànica obra sobre el turó Montmartre de París, el seu escultor, el francès Frédéric Auguste Bartholdi, havia afaiçonat en principi una rèplica d'11,50 metres i de 14 tones el 1885. És aquesta darrera, la que es col·loca a l'extrem riu avall de l'Île aux Cygnes a l'altura del pont de Grenelle, prop de l'indret on hi havia el taller de Bartholdi. Es pot llegir sobre la seva tauleta «IV JULIOL DE 1776 = XIV JULIOL DE 1789». Va ser inaugurada oficialment el 15 de novembre de 1889, 3 anys després de la «novaiorquesa», en presència del seu creador. Estava orientada en l'altre sentit, per tal de no girar l'esquena a l'Elysée, però Bartholdi va demanar expressament que s'orientés més aviat cap a New York, el que es va fer el 1937, durant l'exposició universal.
  - Existeix una altra rèplica als Jardin du Luxembourg, oferta per Frédéric Auguste Bartholdi al musée du Luxembourg el 1900, després instal·lada al jardí el 1906. Es tracta del model en bronze que va servir per realitzar l'estàtua de Nova York. La seva tauleta porta la indicació «15 de novembre de 1889» (data a la que la rèplica esmentada abans va ser inaugurada).
  - La rèplica de la flama de l'estàtua, la Flama de la Llibertat, oferta pels Estats Units a París es troba a la place de l'Alma (8è i 16è districte) d'ençà 1989. S'ha fet mundialment coneguda esdevenint un monument de record a Diana de Gal·les, morta l'agost de 1997, al túnel de l'Alma que passa sota la flama.
- A Saint-Cyr-sur-Mer al Var, una rèplica en fosa de 2,5m d'alçada està situada sobre la plaça Portalis.
- A Barentin, en la Seine-Maritime. Aquesta còpia de polièster de 13,5 m i d'un pes de 3500 kg és la cèlebre estàtua de la pel·lícula El Cervell de Gérard Oury de 1965. Després d'haver restat als locals de la duana de Saint-Maurice, no havent estat reclamada de la duana, havia de ser destruïda. És gràcies a l'acció de Paul Belmondo (l'escultor, pare de Jean-Paul Belmondo), de l'alcalde de Barentin de l'època, André Marie, i de Gérard Oury que aquesta estàtua va ser instal·lada el 21 d'agost de 1969 sobre una plaça. Va ser desplaçada el 28 de setembre de 1973 sobre a Mesnil-Roux, dominant així la nova extensió de la ciutat i és d'ença el 2 d'abril de 1990 que es troba enmig d'una rotonda.
- A Poitiers,hi ha una rèplica a la plaça de la Llibertat; va ser inaugurada el 14 de juliol de 1903, en honor del general Breton.
- A Colmar, l'estàtua de Bartholdi figura l'escultor presentant una maqueta (de 30 cm d'alçària) de la seva obra més coneguda.
- Una estàtua, ella, original, es troba al cor de Roybon, a l'Isère. ha estat donada pel seu escultor, Bartholdi, a l'alcalde del poble que ell, ha donat a canvi el seu nom al lloc del poble. La talla d'aquesta estàtua en alçada és idèntica a la de l'índex de l'estàtua de New York.
- Una petita rèplica es trobava a Lunel, va ser fosa en record a «l'esforç de guerra» durant la Segona Guerra Mundial però va ser reemplaçada en els anys 1990.
- Hi ha una rèplica a Saint-Étienne (Loira) des de 1915.
- Cambrin al Pas de Calais.
- Châteauneuf-la-Forêt a l'Alta Viena.
- Angulema a Charente.
- Bordeus a Gironde
- Plaintel a les Costes del Nord el 1996
- Soulac-sur-Mer a la Gironda
- Gourin a Ar Mor-Bihan
- Ploeren a Ar Mor-Bihan, símbol de l'empresa Seagull.
- Saint-Affrique a l'Avairon.
- La més recent, d'alçada aproximadament uns 12 metres, inaugurada el 4 de juliol de 2004, és situada a l'entrada nord de Colmar a Alsàcia, ciutat on va néixer Bartholdi. Celebra el centenari de la seva mort.

## Altres països
- Tòquio al Japó: hi ha una rèplica a les vores de la badia de Tòquio, al barri d'Odaiba.
- Las Vegas als Estats Units: una rèplica es troba a l'entrada de l'hotel New York - New York.
- Wilmington, NC als Estats Units: hi ha una rèplica davant l'ajuntament de Wilmington.
- A Pequín, durant les manifestacions de la plaça Tian'anmen el 1989, els manifestants van exhibir una estàtua batejada Goddess of Democracy que s'inspirava en l'Estàtua de la Llibertat.
- A Barra da Tijuca, un barri de Rio de Janeiro: la rèplica regna a l'entrada del centre comercial New York City Center.